# Batalla de Gonzales
La batalla de Gonzales fou el primer enfrontament de la Revolució texana. Tingué lloc a la localitat de Gonzales (Texas) el 2 d'octubre de 1835 entre colons mexicans rebels i un destacament de tropes mexicanes.

## Desenvolupament
El 1831, Green DeWitt va demanar a les autoritats mexicanes que prestessin un canó als colons de Gonzales per ajudar-los a protegir-se de les freqüents incursions comanxes. Se'n va proporcionar un, amb la condició que el canó fos retornat als mexicans si ho sol·licitaven. Durant els quatre anys següents, la situació política a Mèxic es va deteriorar i, el 1835, diversos estats es van revoltar. A mesura que els disturbis s'estenien, el coronel Domingo de Ugartechea, comandant de totes les tropes mexicanes a Texas, va considerar imprudent deixar els residents de Gonzales amb una arma i va sol·licitar la devolució del canó.
Quan la sol·licitud inicial va ser rebutjada, Ugartechea va enviar 100 dragons a recuperar el canó. Els soldats es van apropar a Gonzales el 29 de setembre, però els colons van utilitzar diverses excuses per mantenir-los allunyats de la ciutat, mentre enviaven secretament missatgers per sol·licitar ajuda a les comunitats properes. En dos dies, fins a 140 texans es van reunir a Gonzales, tots decidits a no entregar el canó. L'1 d'octubre, els colons van votar per iniciar una lluita. Els soldats mexicans van obrir foc quan els texans s'acostaven al seu campament a primera hora del 2 d'octubre. Després de diverses hores de trets desordenats, els soldats mexicans es van retirar.
Malgrat la poca importància militar o estratègica dels fets, la batalla marca un punt d'inflexió en les relacions entre els texans i el govern mexicà, iniciant formalment un enfrontament armat en el conflicte que es coneixeria com a Revolució texana i que acabà amb la independència de Texas.